# Nanotecnologia

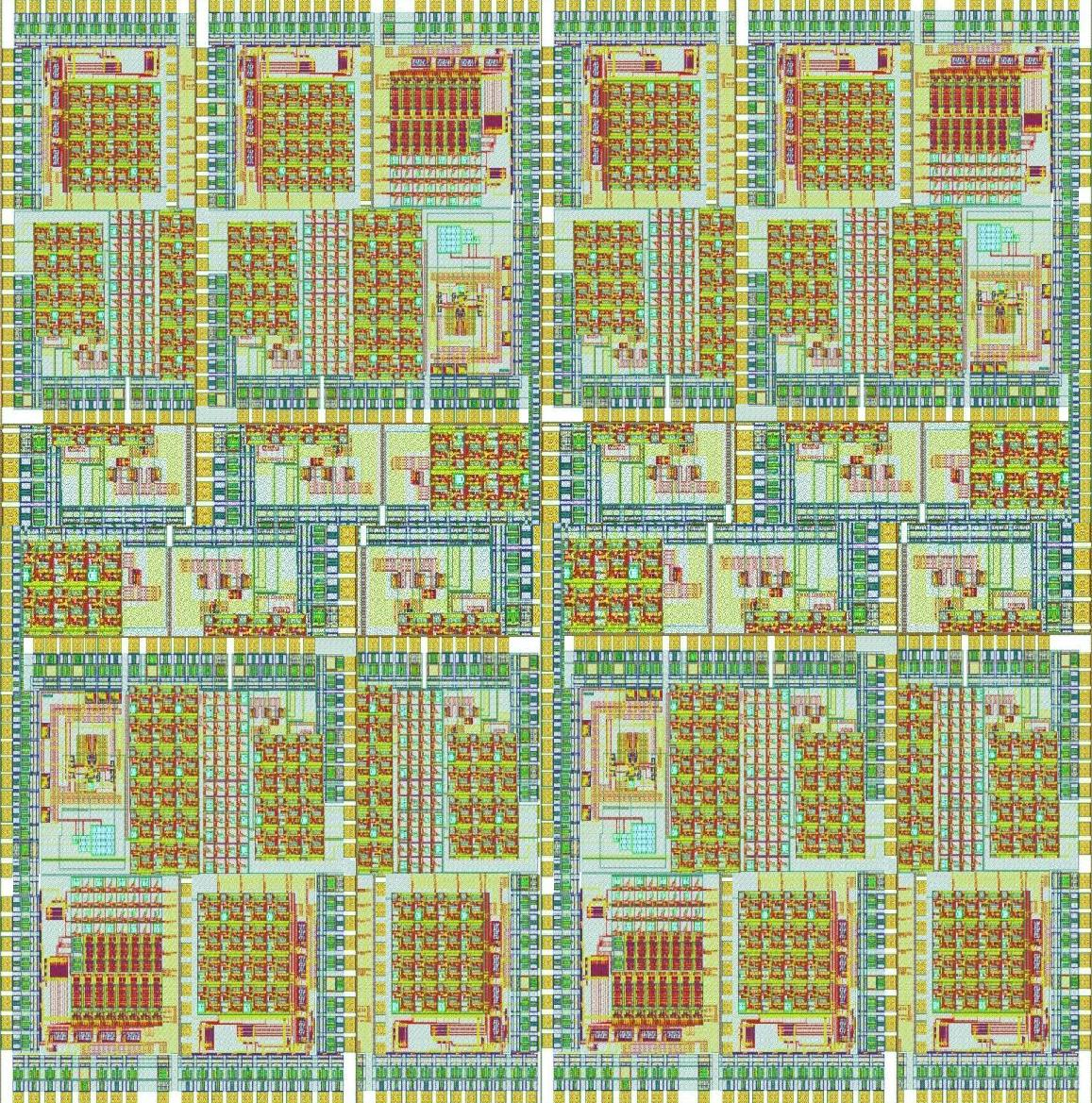
Imagem de um circuito integrado ampliada 2400 vezes

A nanotecnologia  é uma ciência que se dedica ao estudo da manipulação da matéria numa escala atómica e molecular lidando com estruturas entre 1 e 100 nanômetros.  Pode ser utilizada em diferentes áreas como, a medicina, eletrónica, ciência da computação, física, química, biologia, engenharia dos materiais e engenharia da computação.
O princípio básico da nanotecnologia é a construção de estruturas e novos materiais a partir dos átomos. É uma área promissora, mas que dá apenas seus primeiros passos, mostrando, contudo, resultados surpreendentes (na produção de semicondutores, Nanocompósitos, Biomateriais, Chips, entre outros). Criada no Japão, a nanotecnologia busca inovar invenções, aprimorando-as e proporcionando uma melhor vida ao Homem.
Um dos instrumentos utilizados para exploração de materiais nessa escala é o Microscópio eletrônico de varredura (MEV) e o Microscópio de varredura por Tunelamento (STM), que permite a observação de átomos e moléculas ao nível atômico.
O objetivo principal não é chegar a um controle preciso e individual dos átomos, mas elaborar estruturas estáveis com eles.
Existe muito debate nas implicações futuras da nanotecnologia, pois os desafios são semelhantes aos de desenvolvimentos de novas tecnologias, incluindo questões sobre a toxicidade e impactos ambientais dos nanomateriais, e os efeitos potenciais na economia global, assim como a especulação sobre cenários apocalípticos, (doomsday scenarios). Essas questões levaram ao debate entre grupos e governos a respeito de uma regulação sobre nanotecnologia.

## O nanômetro (nm)
Richard Feynman foi o precursor do conceito de nanotecnologia, embora não tenha utilizado este termo em sua palestra para a Sociedade Americana de Física, em 29 de dezembro de 1959, onde apresentou pela primeira vez suas ideias acerca do assunto.
A palavra "Nanotecnologia" foi utilizada pela primeira vez pelo professor Norio Taniguchi em 1974 para descrever as tecnologias que permitam a construção de materiais a uma escala de 1 nanômetro. Para se perceber o que isto significa, considere uma praia de 1 000 km de extensão e um grão de areia de 1 mm, este grão está para esta praia como um nanômetro está para o metro. Em alguns casos, elementos da escala periódica da química mudam seu estado, ficando até explosivos em escala nanométrica.
A nanotecnologia é a capacidade potencial de criar coisas a partir do menor elemento, usando as técnicas e ferramentas que estão a ser desenvolvidas nos dias de hoje para colocar cada átomo e cada molécula no lugar desejado. Se conseguirmos este sistema de engenharia molecular, o resultado será uma nova revolução industrial. Além disso, teria também importantes consequências econômicas, sociais, ambientais e militares.

## Década de 1980
Fulerenos, é um membro representante das estruturas de carbono conhecido como fulerenos. Os membros da família fulereno são um tema importante da investigação que recaem sob a égide da nanotecnologia.
Embora a nanotecnologia seja um desenvolvimento recente na pesquisa científica, o desenvolvimento de seus conceitos centrais vêm  acontecendo através de um longo período de tempo. A emergência da nanotecnologia na década de 1980 ocorreu-se devido a convergência de avanços experimentais como a invenção do microscópio de varredura de tunelamento em 1981 e na descoberta dos fulerenos em 1985, com o esclarecimento e popularização de um modelo de trabalho para os objetivos da nanotecnologia iniciando com a publicação em 1986 do livro Motores da Criação.
O microscópio de varredura de tunelamento, é um instrumento para visualização de superfícies no nível atômico, foi desenvolvido em 1981 por Gerd Binnig e Heinrich Rohrer no IBM Zurich Research Laboratory, pelo qual eles receberam o prêmio nobel em física em 1986. Fulerenos foram descobertos em 1985 por Harry Kroto, Richard Smalley, e Robert Curl, que juntos receberam o Prêmio Nobel em química em 1996.
Ao mesmo tempo nos anos 80, o conceito de Nanotecnologia foi popularizado por Eric Drexler por meio do livro "Engines of Creation" (Motores da Criação). Este livro, embora contenha algumas especulações próximas da ficção científica baseou-se no trabalho sério desenvolvido por Drexler enquanto cientista. Drexler foi o primeiro cientista a doutorar-se em nanotecnologia pelo MIT.

## Nanotecnologia drexleriana
A Nanotecnologia drexleriana é aquilo a que agora se chama nanotecnologia molecular e que pressupõe a construção átomo a átomo de dispositivos úteis à vida humana. O santo Graal da nanotecnologia drexleriana é o Montador Universal, um dispositivo capaz de, de acordo com as instruções de um programador, construir átomo a átomo qualquer máquina concebível pela mente humana. Drexler tem uma visão a longo prazo da nanotecnologia  que prevê o aparecimento de nano-dispositivos de regeneração celular que poderão garantir a regeneração dos tecidos e a imortalidade.
Embora Eric Drexler seja considerado  por muitos como o pai da nanotecnologia, a sua abordagem próxima da ficção científica é vista com desconfiança por outros cientistas mais interessados nos aspectos práticos da nanotecnologia. Eric Drexler fundou o "Foresight Institute" e tem-se dedicado à divulgação e desenvolvimento da Nanotecnologia rebatizada de ''''molecular''''.

## Abordagens
Entretanto a nanotecnologia desenvolveu-se graças aos contributos de várias áreas de investigação. Existem atualmente 3 abordagens distintas à nanotecnologia: uma abordagem de cima para baixo que consiste na construção de dispositivos por desgaste de materiais macroscópicos; a construção de dispositivos que se formam espontaneamente a partir de componentes moleculares; a de materiais átomo a átomo:
- A primeira abordagem é a utilizada em microelectrônica para produzir chips de computadores e mais recentemente para produzir testes clínicos em miniatura;
- A segunda abordagem recorre às técnicas tradicionais de química e das ciências dos materiais;
- A terceira abordagem é aquela que levará mais tempo a produzir resultados significativos porque requer um controle fino da matéria só possíveis com o aperfeiçoamento da tecnologia.

## Utilizações mais radicais
Outras utilizações mais radicais da nanotecnologia, seria a sua utilização nas ciências computacionais, como por exemplo, na nanofotónica, em que nanocristais seriam criados de modo a permitir uma capacidade de busca na ordem dos milhares ou dezenas de milhares de bits.

## Montador Molecular ou Nanomontador

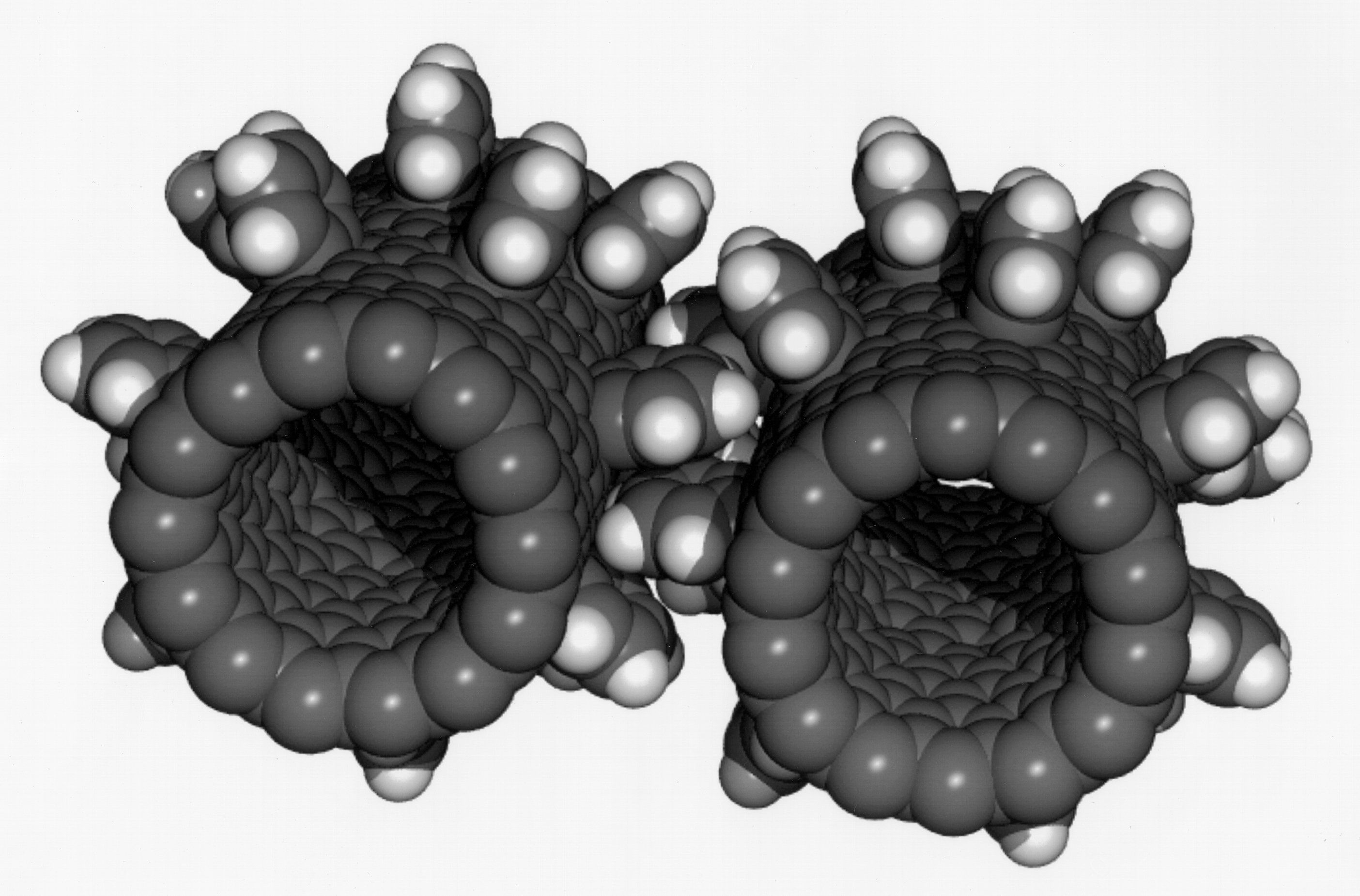
Engrenagem molecular segundo uma simulação da NASA

Um montador molecular ou nanomontador (nanoassem) é uma máquina nanotecnológica de tamanho bastante reduzido capaz de organizar átomos e moléculas de acordo com instruções dadas. Para fazer esta tarefa é necessário energia, suprimento de matéria-prima (building blocks) bem como a programação a ser executada pelo montador.
Um montador molecular pode atuar de forma isolada ou em conjunto com vários outros montadores moleculares. Podendo, neste caso, ser capaz de construir objetos macroscópicos. Para isto é necessário um sistema de comunicação entre os montadores bem como um sistema de organização que permitam que eles trabalhem em conjunto.
Existe a possibilidade de se construir um montador universal. Este teria a capacidade de construir qualquer objeto possível, incluindo um outro montador. Assim este poderia se replicar de forma semelhante aos seres vivos. Uma vez construído o primeiro montador ele poderia se reproduzir várias vezes até o número necessário para executar uma determinada tarefa como, por exemplo, a construção de várias toneladas de um nanomaterial. Esta capacidade de reprodução é uma das grandes vantagens de um montador molecular e também é um dos seus grandes riscos. Um montador poderia se reproduzir descontroladamente e ameaçar vidas humanas de forma semelhante a epidemias. Um risco poderia ser a colonização de toda a terra por montadores moleculares, extinguindo toda a vida na terra. Só restariam os próprios montadores em uma massa (provavelmente) cinza chamada de "greygoo". Drexler argumenta que este cenário é bastante difícil uma vez que, nenhum ser vivo conhecido consegue se reproduzir além do limite imposto pela quantidade de energia e matéria-prima disponíveis. Apesar disto, especialistas advertem que é necessário tomar precauções, pois os riscos para a saúde humana não são conhecidos.
A construção de um montador molecular ainda está longe de ocorrer. Vários problemas persistem como a dificuldade de trabalhar com átomos individuais necessários para a construção do montador. Além disto, é difícil modelar o comportamento de objetos complexos em escala nanométrica que obedecem às leis quânticas.

## Possíveis problemas
Um dos possíveis problemas é a nanopoluição que é gerada por nanomateriais ou durante a confecção destes. Este tipo de poluição, formado por nanopartícula, pode ser muito perigoso uma vez que flutue facilmente pelo ar viajando por grandes distâncias. Devido ao seu pequeno tamanho, os nanopoluentes podem entrar nas células de seres humanos, animais e plantas. Como a maioria destes nanopoluentes não existe na natureza, as células provavelmente não terão os meios apropriados de lidar com eles, causando danos ainda não conhecidos. Estes nanopoluentes poderiam se acumular na cadeia alimentar como os metais pesados e o DDT.

## A importância para o Brasil e para Portugal

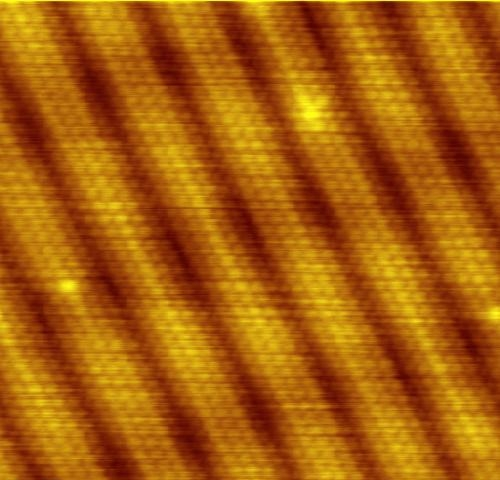
Imagem de reconstrução em Ouro limpo (100) na superfície, como visualizado utilizando a microscopia de tunelamento. As posições dos átomos individuais que compõem a superfície são visíveis

A nanotecnologia é extremamente importante para o Brasil, assim como para Portugal, porque tanto a indústria brasileira como a portuguesa terão de competir internacionalmente com novos produtos para que a economia dos mesmos países se recuperem e retomem o crescimento econômico. Esta competição somente será bem sucedida com produtos e processos inovadores, que se comparem aos melhores que a indústria internacional oferece. Isto significa que o conteúdo tecnológico dos produtos oferecidos pela indústria brasileira e portuguesa terão de crescer substancialmente nos próximos anos e que a força de trabalho, principalmente brasileira, terá de receber um nível de educação em ciência e Tecnologia muito mais elevado do que o de hoje. Pelo referido, destaca-se o investimento que está a ser feito em Portugal, na cidade de Braga, com a construção do Laboratório Internacional Ibérico de Nanotecnologia (INL), estrutura que irá dedicar-se à investigação nesta área e que terá um investimento anual de 30 milhões de euros.

## Produtos em desenvolvimento
As aplicações mais simples da nanotecnologia talvez sejam as mais promissoras. A criação do material mais escuro do mundo, que absorve mais de 99,9% de toda a luz que recebe pode permitir um novo patamar no aproveitamento da radiação solar para geração de energia elétrica. Outra área de desenvolvimento promissor da nanotecnologia é a geração de eletricidade em termopar (Efeito Seebeck) semicondutor. Semicondutores não são indicados para um termopar de energia elétrica através do calor na escala macroscópica. Sabe-se, contudo, que junções semicondutoras podem gerar energia elétrica através da luz recebida em células fotovoltaicas e nesse sentido estuda-se converter calor diretamente em energia elétrica com semicondutores na escala da nanotecnologia.

Já se encontra em fase avançada de desenvolvimento os nanofertilizantes em que os agricultores usam a tecnologia aplicada na utilização de fertilizantes e outros insumos.

## Nanotecnologia para liberação de fármacos
Os fármacos de liberação controlada ou nanofármacos são macromoléculas nanométricas, capazes de armazenar em seu interior princípios ativos ou outras moléculas capazes de desenvolver uma resposta farmacológica, que funcionam como vetores capazes de efetuar o transporte pelo organismo e controlar a taxa de liberação e até mesmo fazer com que o fármaco seja liberado no ambiente fisiológico adequado, para que a liberação do composto específico possa ocorrer de maneira correta. Estas macromolécula também podem ter sua parte exterior preparada para que sua dissolução, fator que permitirá a liberação do fármaco, ocorra apenas em tecidos-alvo específicos, minimizando os efeitos colaterais da droga utilizada. Por fim, as dimensões nanométricas das moléculas-gaiola podem levar inclusive à preparação de medicamentos capazes de vencer a barreira hematoencefálica, levando ao desenvolvimento de uma nova geração de fármacos específicos para o tratamento de patologias que causam danos cerebrais (seja causando alterações bioquímicas ou teciduais). Devido a isto este tipo de tecnologia possui um potencial enorme para a liberação de fármacos neoplásicos, pois a mesma é capaz de gerar a liberação de fármacos apenas em tecidos específicos diminuindo o dano sofrido pelos tecidos saudáveis do corpo.
Um dos tipos de nanotecnologia utilizada na indústria farmacêutica são as nanopartículas poliméricas, que é um termo que quando aplicado à liberação de fármacos se refere a dois tipos de estruturas diferentes: as nanoesferas e as nanocápsulas.
As nanocápsulas, por serem constituídas por um invólucro polimérico disposto ao redor de um núcleo oleoso, permitem que o fármaco esteja dissolvido neste núcleo e/ou adsorvido à parede polimérica. No entanto, as nanoesferas, por não apresentarem óleo em sua composição, são formadas por uma matriz polimérica em que o fármaco pode ficar retido ou adsorvido.
Nanopartículas podem ser obtidas através de diversos métodos, que podem ser classificados em: polimerização interfacial de monômeros dispersos ou dispersos de polímeros pré-formados, no entanto, as nanocápsulas podem ser obtidas através do método da emulsificação de fusão, que foi destacada por Schaffazick como sendo uma das áreas mais promissoras na utilização das nanopartículas, pois a vetorização de fármacos anticancerígenos e de antibióticos, principalmente através de administração parenteral, permite uma distribuição mais seletiva dos mesmos e, assim, é capaz de gerar  um aumento do índice terapêutico.
Os polímeros mais utilizados clinicamente atualmente, principalmente na criação de próteses ortopédicas e fios de sutura biodegradáveis, são os sintéticos como: PLA, o PLGA e a Poli (e-caprolactona). Já os biopolímeros, como a quitosana, albumina, nanocelulose e nano amido têm a vantagem de terem custo bem mais baixo que os sintéticos, até podendo ser mais econômicos. 
Esses sistemas têm sido desenvolvidos visando inúmeras aplicações terapêuticas, tendo como principal visão, a sua utilização para administração parenteral, oral ou oftálmica. A aplicação oftálmica visa o controle da liberação, o aumento da biodisponibilidade ocular e/ou a diminuição dos efeitos colaterais devido à absorção sistêmica de certos fármacos e, devido a isto, tem sido fonte de grande interesse na área de pesquisa farmacêutica.
Schaffazick aponta a administração oral no uso destas nanopartículas para a liberação de fármacos, já que por meio delas pode-se obter certos objetivos, como: diminuição dos efeitos colaterais de certos fármacos, destacando-se os anti-inflamatórios não-esteroides, o que acarretaria na melhora da qualidade de vida de pacientes submetidos a estes tratamentos; Além da proteção de fármacos degradáveis no trato gastrintestinal, pois, desta maneira, diminui-se a taxa de metabolização dos mesmos aumentando a sua biodisponibilidade, fato que permite a administração de menores concentrações destes fármacos e, portanto, diminui a ocorrência de efeitos adversos.
As nanoestruturas poliméricas agem como compartimentos transportadores de substâncias ativas e apresentam algumas vantagens em relação aos sistemas microemulsivos e lipossomais, fato que justifica o grande interesse no desenvolvimento desta tecnologia. Dentre estas vantagens destacam-se: boa estabilidade física, química e biológica, fácil preparo e boa reprodutividade, diminuição da ação do metabolismo sobre os fármacos e a ocorrência de efeitos adversos, aumento da biodisponibilidade, além do fato de serem aplicáveis a uma ampla variedade de substâncias, visando melhorar suas propriedades químicas.